# Waldfriedhof Blankenburg (Harz)

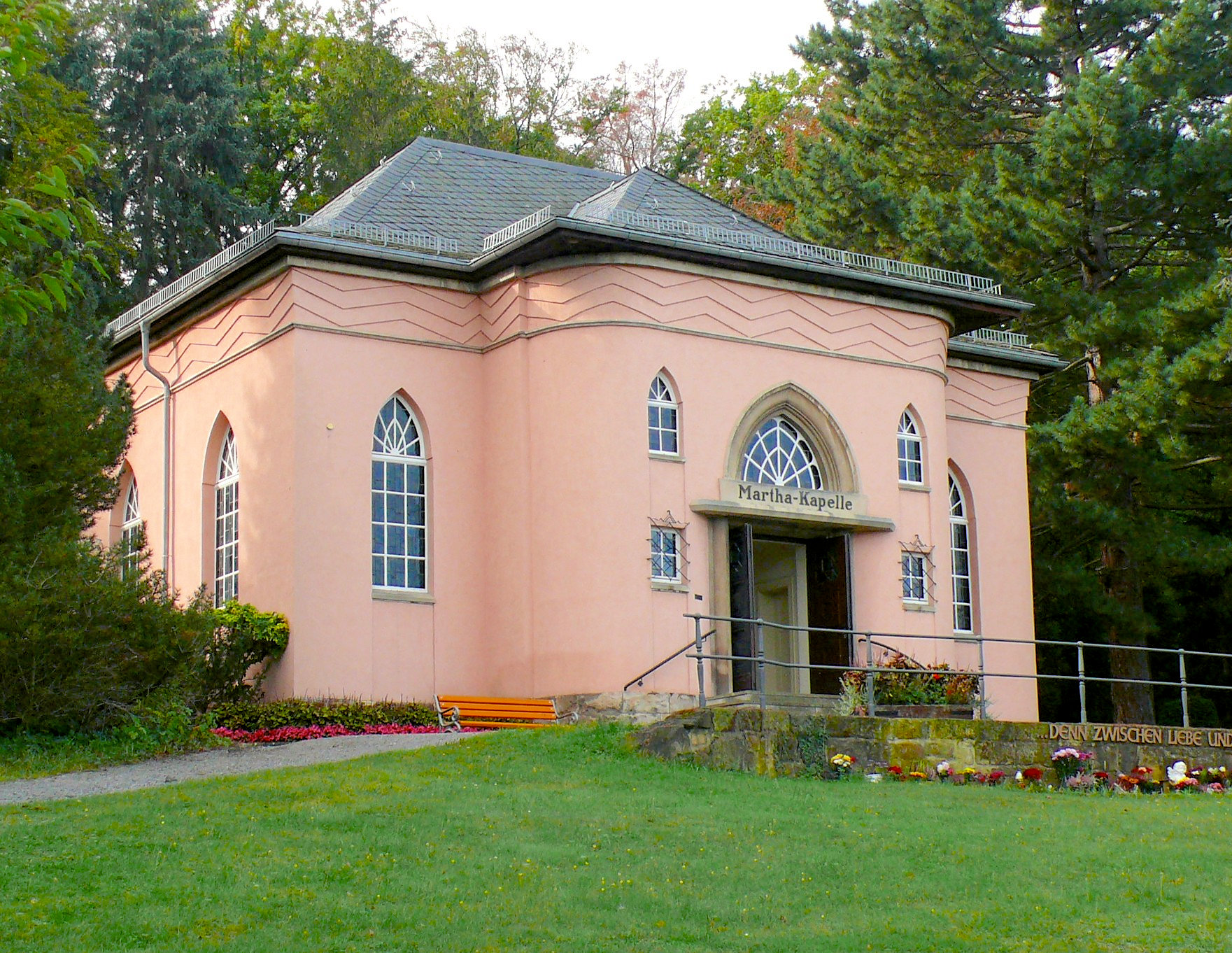
Martha-Kapelle auf dem Waldfriedhof, gestiftet von Louis Mewes in Erinnerung an seine verstorbene Tochter

Der Waldfriedhof Blankenburg (Harz) ist ein städtischer Friedhof in Blankenburg (Harz). Er wurde aufgrund der erhaltenen historischen Gesamtanlage und Grabmale in Verbindung mit seiner Naturausstattung vom Landesamt für Denkmalpflege und Archäologie Sachsen-Anhalt als Kulturdenkmal unter Denkmalschutz gestellt.

## Lage
Der Waldfriedhof liegt am östlichen Stadtrand Blankenburgs an der Helsunger Straße. Er erstreckt sich in Hanglage auf drei Hauptwegen von West nach Ost. Unmittelbar südlich des Friedhofs schließt sich ein Waldgebiet mit der Teufelsmauer an.

## Geschichte
Im 16. Jahrhundert wurde ein Friedhof außerhalb der Stadtmauern am Lühnertorplatz erschlossen, von dem heute nur noch eine kleinere parkähnliche Anlage erhalten ist. Mit der Bevölkerung wuchs Ende des 19. Jahrhunderts auch die Zahl der Verstorbenen. Die Kapazitäten des alten Friedhofs waren ausgeschöpft. Am neuen Stadtrand – die Stadt war nun bereits weit über die Stadtmauern hinausgewachsen – wurde 1885 ein neuer Friedhof angelegt. Die ersten Bestattungen erfolgten bereits 1886. Noch heute befindet sich der Friedhof am Rande der Stadt. Auf Initiative des Kaufmannes Louis Mewes (1853–1941) wurde in Erinnerung an seine jung verstorbene Tochter die Martha-Kapelle errichtet und 1928 geweiht. Sie bildet einen zentralen Anlaufpunkt des Friedhofs.
In der Gesamtanlage lassen sich Grabmale unterschiedlicher stilistischer Prägung finden, im oberen Teil sind auch Grüfte vorhanden. Neben zahlreichen Grabmalen aus der Zeit um 1900 sind auch Kriegsgräberstätten des Ersten Weltkriegs und des Zweiten Weltkriegs erhalten. Außerdem besteht eine Grabfläche für Zwangsarbeiter, die während des Zweiten Weltkriegs in Blankenburg und Umgebung arbeiten mussten. In neuerer Zeit wurden auch anonyme Grabflächen und Grabfelder mit Liegesteinen angelegt.

## Geschichtsprojekt Blankenburger Waldfriedhof
Der Waldfriedhof ist Gegenstand eines im Jahr 2021 eingeweihten Geschichtsprojekts mit dem Titel „Blankenburger Waldfriedhof - Kulturdenkmal und regionaler Spiegel deutscher Geschichte“. Darin werden Etappen und Ereignisse deutscher und regionaler Geschichte in den Lebenswegen hier bestatteter Personen abgebildet. Die von Schülerinnen und Schülern des Blankenburger Gymnasiums Am Thie sowie interessierten Bürgerinnen und Bürgern zusammengetragenen Informationen können jeweils mit einem QR-Code abgerufen werden.
Mit Stand vom 25. November 2021 sind folgende Grabstätten und Gedenkorte einbezogen:
| - Carl Bähr - Alexander Bernewitz - Carl Dolezalek - Elisabeth Gnauck-Kühne | - Adolf Just - Georg Kaiser - Käthe Kricheldorff - Louis Mewes | - Paul Morawitz - Otto Müller - Karl von Müller - Johann Elias Olfermann | - Gustav Petri - Paul Rehm - Reinhard Scholze - Georg Schultz | - Eitelfriedrich Thom - Christian Weißbach - Oswald Wengerodt - August Winnig | - Karl Zerbst - Kriegsgräberstätte I. Weltkrieg - Kriegsgräberstätte II. Weltkrieg - Opfer des Nationalsozialismus |